# ジャカレXV
ジャカレXV（西: Yacare XV、発音: ジャカレ・キンセ）は、スーペル・ラグビー・アメリカス（SRA）に所属するパラグアイ・アスンシオンのラグビーユニオンチーム。サッカーで有名なオリンピアのラグビー部門。

## 概要
南米最高峰のラグビーユニオンリーグであるスーペルリーガ・アメリカーナ・デ・ラグビー（SLAR）に参戦するパラグアイチームとして創設。当初のチーム名はオリンピア・ライオンス（Olimpia Lions）。
SLARの北米へのフランチャイズ拡大による発展的改組に伴い、2023シーズンからスーペル・ラグビー・アメリカス（SRA）に所属。同時にチーム名をジャカレXVに改称。ジャカレはパラグアイ周辺に生息するワニの一種であるパラグアイカイマン（yacare caiman）に由来する。

## 歴史
2019年11月、翌年3月に開幕するSLARに参戦するパラグアイのチームとしてオリンピア・ライオンスが創設された。
リーグ初年度の2020シーズンは、1試合を消化したところでCOVID-19パンデミックの影響によりシーズン打ち切りとなった。
2021シーズンは、レギュラーシーズンを5勝5敗の4位で終え、上位4チームが出場する決勝トーナメントに進出した。決勝トーナメントでは、初戦でアルゼンチンのハグアレスXVに敗退した。
2022シーズンは、3勝7敗の5位でシーズンを終了した。
2023シーズン、チーム名をジャカレXVに改称し、SLARの後継大会であるスーペル・ラグビー・アメリカス（SRA）に参戦。

## タイトル
なし

## 歴代所属選手
- ダミアン・スティーブンズ
- マックス・カチエコ
- ルーカス・ノゲラ・パス